# Santa Maria de l'Espluga Calba
Santa Maria de l'Espluga Calba és una església de l'Espluga Calba (Garrigues) inclosa a l'Inventari del Patrimoni Arquitectònic de Catalunya.

## Descripció
És una església de tres naus i capelles laterals; la nau central està coberta amb volta de canó amb arcs torals i llunetes. El paviment està fet amb lloses de pedra i als peus de l'església s'aixeca el cor. També a la zona dels peus, a l'esquerra, hi ha un campanar de base quadrada compost de quatre cossos superiors octogonals decreixents.
El seu interior està avui tot decorat amb altars i policromia que cobreix els seus murs. Són tons blavosos, la major part, amb sanefes d'estels a les pilastres, record potser de la Verge, ja que n'és la santa tutelar, així com als intradós, voltes o els absis.
A la façana principal hi ha el gran portal format per dues columnes sobre una gran base que suporten un entaulament fingit, al frontó del qual hi ha un nínxol amb la imatge de la Immaculada, tot plegat recobert d'ornamentacions florals i altres al·lusions a la Verge com ara el sol i la lluna.

## Història
L'antiga església en un primer moment depenia del bisbat de Vic, és per això que es troba documentada a finals del segle xi en un llistat de parròquies del bisbat i altre cop a mitjan segle xii. Entre 1148 i 1154 passa a l'arxidiòcesi de Tarragona, a on pertany encara avui dia.
El 1154 el papa Anastasi IV institueix la parròquia de la localitat. Al segle xv consta que tenia com a sufragània l'església de Santa Maria del Cogul. L'edifici es va quedar petit i en el mateix lloc van fer u de nou. La primera pedra de la nova església parroquial es col·loca el 1777, inaugurant-la el 4 de setembre de 1787. La seva construcció costà unes 140.000 lliures catalanes. Està dedicada a la Immaculada Concepció.
L'altar principal fou pintat Felip Pascual Compte, el 1858. Abans de la guerra civil (1936- 1939) hi havia un retaule dedicat a Sant Cristòfol, tallat i pintat per Lluís Bonifàç el 1761. A finals dels noranta del segle XX es va repintar i restaurar l'església.